# Mühlbach am Hochkönig
Mühlbach am Hochkönig é um município da Áustria, situado no distrito de St. Johann im Pongau, no estado de Salzburgo. Tem 51,66 km² de área e sua população em 2019 foi estimada em 1.444 habitantes.